# کمپو کارلو مانیو
کمپو کارلو مانیو (به ایتالیایی: Campo Carlo Magno) یک منطقهٔ مسکونی در ایتالیا است که در پینتزولو واقع شده‌است. کمپو کارلو مانیو ۱٬۷۰۲ متر بالاتر از سطح دریا واقع شده‌است.